# Gorniès
Gorniès – miejscowość i gmina we Francji, w regionie Oksytania, w departamencie Hérault.
Według danych na rok 1990 gminę zamieszkiwało 136 osób, a gęstość zaludnienia wynosiła 5 osób/km² (wśród 1545 gmin Langwedocji-Roussillon Gorniès plasuje się na 767. miejscu pod względem liczby ludności, natomiast pod względem powierzchni na miejscu 240.).